# Rogóźno (Couïavie-Poméranie)
Rogóźno est une localité polonaise et siège de la gmina du même nom, située dans le powiat de Grudziądz en voïvodie de Cujavie-Poméranie.

## Histoire
Le village a été fondé en 1288 à l'initiative de Meinhard von Querfurt. Jusqu'en 1466, le village appartenait aux chevaliers teutoniques et, après la Traité de Thorn, il appartenait à la starostie de Rogóźno. En 1885, Rogóźno avait une superficie de 1 505 hectares. Il y avait 111 maisons d'habitation et 932 personnes y vivaient, dont 816 catholiques, 112 évangéliques et 4 juifs. En 1887, une gare ferroviaire est construite, et un bureau de poste un an plus tard. Après la Deuxième Guerre mondiale, Rogóźno est devenue une partie de la voïvodie de Bydgoszcz. À la suite de la réforme administrative du pays, Rogóźno fait partie depuis 1999 de la voïvodie de Cujavie-Poméranie.